# Ideafix
Ideáfix o Idéfix (en francés) es un personaje de ficción que aparece en los cómics de Astérix el Galo creados por Albert Uderzo (dibujos) y René Goscinny (guion). Ideafix es el perro de Obélix, amigo de Astérix. Se trata del único personaje principal que es un animal. Su primera aparición tiene lugar en el cómic La vuelta a la Galia (1965).
En francés este perro se llama Idéfix, que suena igual que idée fixe (idea fija). En la traducción de los libros al inglés se le llama Dogmatix, nombre que une los conceptos de idea fija (dogma) y perro (en inglés, dog). 
Ideafix es un perro pequeño, de raza indefinida, con muy buen apetito, como se demuestra en el libro Astérix en Córcega, donde los perros corsos comentan al verlo comer:

Mira, no abulta más que una castaña, pero come como si su siesta dependiera de ello.
Astérix en Córcega, 1973

Ideafix está muy apegado a Obélix. Aúlla de pena cuando su amo desgarra o destroza árboles, por lo que Obélix dejó de usarlos como proyectiles contra los romanos.

## Serie de historietas
En 2021 apareció una serie de historietas protagonizadas por Ideafix, tituladas genéricamente Ideafix y los irreductibles, con guiones de Jérôme Erbin, Yves Coulon, Marine Lachenaud y Olivier Serrano, y dibujos de Jean Bastide, Philippe Fenech y David Etien. Las historias están ambientadas dos años antes de que Ideafix conociese a Astérix y Obélix, una época en que, acompañado de otros animales amigos suyos, luchaba por su cuenta contra los romanos. Cuenta con los siguientes números:
- ¡Abajo los romanos! (2021)
- ¡Los romanos no dan una! (2022)
- ¡Qué bien se está en Lutecia! (2022)
- Les Irréductibles font leur cirque (2023, aún no traducido al español)
- Idéfix et le druide (2023, aún no traducido al español)